# Nijō Michihira
Nijō Michihira (二条 道平) (né en 1288, mort le 27 février 1335), fils du régent Nijō Kanemoto, est un noble de cour japonais (kugyō) de la fin de l'époque de Kamakura (1185–1333). Il exerce la fonction de régent kampaku de 1316 à 1318 et de 1327 à 1330. Il épouse une fille de Nijō Morotada et une fille de Saionji 公顕. Il a un fils, Nijō Yoshimoto, une fille qui devient plus tard épouse consort de l'empereur Go-Daigo et un fils qui est adopté par la famille Tominokouji et devient connu sous le nom  富小路 道直.